# دودمان گانگا غربی
گانگا غربی یک دودمان حاکم مهم کارناتاکا باستانی در هند بود که از حدود ۳۵۰ تا ۱۰۰۰ پس از میلاد ادامه داشت. آنها به عنوان «گانگاهای غربی» شناخته می‌شوند تا آنها را از گنگهای شرقی متمایز کنند که در سدهای بعدی بر کالینگا (اودیشا امروزی) حکومت می‌کردند. باور عمومی این است که گنگهای غربی حکومت خود را در زمانی آغاز کردند که چندین قبیله بومی به دلیل تضعیف امپراتوری پالاوا در جنوب هند استقلال خود را اعلام کردند، رویدادی ژئوپلیتیکی که گاهی به فتوحات جنوبی سامودراگوپتا نسبت داده می‌شود. حاکمیت غربی گانگا از حدود ۳۵۰–۵۵۰ د. م از رودخانه کاوری در منطقه میسور به طول انجامید.
پس از ظهور چالوکیاهای امپراتوری بادامی، گنگها فرمانروایی چالوکیا را پذیرفتند و برای آرمان اربابان خود علیه پالاواهای کانچی جنگیدند. چالوکیاها در سال ۷۵۳ پس از میلاد توسط راشتراکوتاهای مانیاختا به عنوان قدرت غالب در دکن جایگزین شدند. پس از یک سده مبارزه برای خودمختاری، گنگهای غربی سرانجام فرمانروایی راشتراکوتا را پذیرفتند و با موفقیت در کنار آنها علیه دشمنانشان، دودمان چولا در تانجاوور جنگیدند. در اواخر سده دهم، در شمال رودخانه تونگابهادرا، راشتراکوتاها با امپراتوری نوظهور چالوکیای غربی جایگزین شدند و دودمان چولا شاهد قدرتی دوباره در جنوب رودخانه کاوری بود. شکست گنگهای غربی توسط چولاس در حدود سال ۱۰۰۰ منجر به پایان نفوذ گنگا بر منطقه شد.

## تاریخ
نظریه‌های متعددی در مورد نسب بنیانگذاران دودمان گنگای غربی (قبل از سده چهارم) ارائه شده‌است. برخی از روایت‌های اسطوره‌ای به منشأ شمالی آنها اشاره می‌کنند، در حالی که نظریه‌های مبتنی بر سنگ‌نبشته‌ها منشأ جنوبی را پیشنهاد می‌کنند. مورخانی که منشأ جنوبی را پیشنهاد می‌کنند بیشتر بحث کرده‌اند که روسای کوچک اولیه این قبیله (قبل از به قدرت رسیدن) بومی‌های نواحی جنوبی کارناتاکای مدرن منطقه کنگو نادو در تامیل نادو یا از مناطق جنوبی آندرا پرادش مدرن بودند. این مناطق منطقه ای از جنوب دکن را در بر می‌گیرند که در آن سه ایالت مدرن از نظر جغرافیایی با هم ادغام می‌شوند. این نظریه وجود دارد که گنگ‌ها ممکن است از سردرگمی ناشی از حمله به جنوب هند توسط پادشاه شمالی سامودرا گوپتا قبل از سال ۳۵۰ استفاده کرده و پادشاهی را برای خود ایجاد کنند.